# Nyctelius nyctelius
Nyctelius nyctelius är en fjärilsart som beskrevs av Pierre André Latreille 1824. Nyctelius nyctelius ingår i släktet Nyctelius och familjen tjockhuvuden. Inga underarter finns listade i Catalogue of Life.